# Mikak
Mikak (Labrador, ca. 1740 – Nain, 1 oktober 1795), ook Micoc of Mykok genaamd, was een Inuitvrouw uit de regio Labrador in wat vandaag Oost-Canada is. Ze was een van de eerste Inuit die als een apart individu naar voren komt in de geschiedenis van de betrekkingen tussen de Europeanen en haar volksgenoten in Labrador. Mikak speelde een belangrijke rol in de evangelisatie van de Labradorse Inuit tot de Moravische Kerk, een relatief kleine protestantse geloofsgroep, en maakte een reis naar Engeland.

## Familie
Mikak werd geboren rond het jaar 1740 in de regio Labrador van de Britse Kolonie Newfoundland, als dochter van een Inuitstamhoofd genaamd Nerkingoak. Ze trouwde circa 1762 met de zoon van een ander stamhoofd. Rond het jaar 1770 hertrouwde ze met een Inuitleider genaamd Tuglavina. Haar derde en laatste huwelijk vond plaats rond het jaar 1783 met een man genaamd Serkoak. Het is geweten dat Mikak minstens één zoon (Tootac of Tutauk) en één dochter had.

## Eerste contacten met de Europeanen
In de zomer van 1765 ondernamen vier missionarissen van de Evangelische Broedergemeente (ook Moravische Kerk genaamd), in het gezelschap van Newfoundlands gouverneur Hugh Palliser, een verkennende expeditie naar de Inuit van Labrador. Vanuit de zuidelijke Britse basis te Chateau Bay bezochten ze kampementen van Inuit die naar jaarlijkse gewoonte zuidwaarts waren gekomen om handel te drijven met de Europeanen. Een zware septemberstorm dwong twee missionarissen, de Denen Jens Haven en Christian Larsen Drachart, om te schuilen bij een inheemse religieuze leider of angakok. Mikak was ook in diens tent aanwezig en was geïnteresseerd in deze missionarissen en hun boodschap. Ze leerde behalve hun namen ook een christelijk gebed van Drachart.
Mikaks tweede ontmoeting met de Europeanen vond plaats in geheel andere omstandigheden. In november 1767 viel een Inuitgroep de kleine visserijnederzetting van Nicholas Darby ten noorden van Chateau Bay aan, waarbij enkele blanken gedood en enkele kleine boten gestolen werden. Een strafexpeditie vertrok daarop vanuit Fort York te Chateau Bay. De Britten konden de groep Inuit onderscheppen, waarop alle mannen gedood werden en de vrouwen en kinderen werden gevangengenomen. Onder die vrouwen bevond zich ook Mikak, die net als de rest de winter van 1767–1768 in gevangenschap doorbracht te Chateau Bay.
De tweede in rang te Chateau Bay, Francis Lucas, merkte in die tijd al snel op dat Mikak zeer intelligent was. Met zijn hulp leerde ze de Engelse taal aan en leerde ze onder meer aan hem enkele woorden in het Inuktitut.

## Tijd in Engeland (1768–69)
Koloniegouverneur Palliser regelde in de herfst van 1768 een reis naar Engeland voor Mikak, haar zoon Tootac en een oudere jongen genaamd Karpik. Pallisers doel was om haar te laten kennismaken met de kracht en grootsheid van de Engelsen en haar zo te overtuigen om haar volk met hen te laten samenwerken. Hij zag in haar de geschikte kandidaat vanwege haar intelligentie en het feit dat ze het Engels machtig was. In Londen had Mikak onder meer een tweede ontmoeting met Jens Haven, die zeer graag het recht wou krijgen om missionarisposten op te richten in de Labradorse Inuitgebieden.
Het was een tijdsbestek waarin de "edele wilde" (noble savage) erg in trek was en Mikak werd in Engeland dan ook met open armen ontvangen door de maatschappelijke elite. Zo ontving ze een groot aantal waardevolle geschenken, waaronder een erg kostelijke jurk met gouden kant van Augusta van Saksen-Gotha, de douairièreprinses van Wales en moeder van de toenmalige Koning George III. Door toedoen van de natuurkundige Joseph Banks maakte de bekende schilder John Russell in 1769 een portret van haar en haar zoon.
Mikak spendeerde meer dan een half jaar in Engeland en drong er bij haar vele bekende en machtige contacten sterk op aan om de Evangelische Broedergemeente het recht te geven om haar volk te laten bekeren tot hun versie van het christendom. Mede door haar toedoen en het respect dat zij genoot kregen de Moravische broeders hier officiële toestemming voor in maart 1769. De broeders waren desalniettemin geen voorstander van het brengen van Inuit naar Europa.

## Terugkeer naar Labrador en stichting van Nain
In de zomer van 1769 brachten luitenant Lucas Mikak terug naar Labrador, meer bepaald naar een eiland ten noordwesten van Byron Bay, een kleine baai noordelijk van de Hamilton Inlet. Mikak kon bij haar volksgenoten veel interesse opwekken door haar verhalen over Engeland en over de missionarissen. In de zomer van 1770 keerden de missionarissen terug naar Labrador, ditmaal om een nederzetting te stichten. Ze ontmoetten Mikak en haar nieuwe echtgenoot Tuglavina, een invloedrijke Inuitleider, in de regio van Byron Bay. Mikak ontving de broeders in haar jurk met gouden kant en met een gouden koninklijke medaille om haar hals.
Beide partijen bespraken er de mogelijkheid tot de oprichting van een missionarispost. De Europeanen waarschuwden wel dat rooftochten ten aanzien van deze nederzetting zwaar gestraft zouden worden. Mikak stelde de broeders gerust dat de Inuit hen goed zouden behandelen en eerlijke handel zouden voeren.
Mikak en Tuglavina brachten de Moravische broeders uiteindelijk naar een noordelijker gelegen locatie, een verzamelplaats die bekendstond als Nuneingoak, alwaar in 1771 de nederzetting Nain werd gesticht. Dit is in de 21e eeuw nog steeds een van de belangrijkste nederzettingen in Labrador.

## Later leven
Mikak en haar familie bezochten af en toe de missionarispost te Nain, maar besloten om er niet permanent te gaan wonen. Zij en Tuglavina namen deel aan een doopklas, maar gingen uiteindelijk niet verder in hun evangelisatie dan dat. Vanaf 1782 ging ze tezamen met haar familie en andere Inuit jaarlijks opnieuw zuidwaarts richting Chateau Bay om handel te gaan drijven met de Europeanen, tegen het advies van de missionarissen in. Zij wilden immers zelf de Inuit voorzien van materialen om een handelsmonopolie te hebben en hen te binden aan hun missionarispost. Mikak voelde meer voor het traditionele seminomadische leven en het handelen met de ruwe Europese handelaars eerder dan een teruggetrokken leven in een missiepost.
In 1795, toen ze voelde dat haar leven stilaan tot een eind zou komen, verhuisde ze uiteindelijk dan toch naar Nain. Ze wendde ze zich tot de zendelingen voor troost en zei dat ze niet was vergeten wat ze over de Heer had gehoord of wat ze had beloofd toen ze zich kandidaat stelde voor de doop. Ze overleed er uiteindelijk op 1 oktober 1795 op ongeveer 55-jarige leeftijd.

### Postuum
In 1824 ontmoette de methodistische missionaris Thomas Hickson een Inuk-man en zoon, beide met hun vrouw. De oudste Inuk was Tootac en diens vrouw droeg de jurk die eertijds aan Mikak toebehoorde. Tootac had de familienaam Palliser aangenomen, naar de Newfoundlandse gouverneur die hen bevriend had.